# عالی‌حسینی
عالی‌حسینی، روستایی است از توابع بخش مرکزی شهرستان تنگستان استان بوشهر ایران.

## جمعیت
این روستا در مرز بین تنگستان و دشتی از مسیر بزرگراه خلیج فارس قرار داشته و بر اساس سرشماری سال ۱395 جمعیت آن 2700نفر (617خانوار) بوده‌است.

## مشخصات
روستای عالی‌حسینی، جنوبی‌ترین روستای بخش مرکزی شهرستان تنگستان از استان بوشهر است که از طرف شمال به روستای گلکی و قنبری و از طرف جنوب به روستای کلل دشتی محدود می‌شود. این روستا از سمت غرب و شرق به ترتیب به کوه‌های کار و مند و روستای اقماریش امام زاده میر احمد (آبگرم میر احمد) منتهی می‌گردد. این روستا در فاصله ۲۰ کیلومتری مرکز شهرستان (اهرم) و در ۲۰ کیلومتری مرکز شهرستان دشتی (خورموج) و ۶۰ کیلومتری مرکز استان بوشهر واقع شده است. آب و هوای آن مانند سایر مناطق همجوار، گرم و خشک است و زمستان‌های معتدل و خوش آب و هوایی دارد. رودخانه شور از شرق این روستا سرچشمه می‌گیرد و به رودخانه مند سرازیر می‌گردد. جمعیت این روستا امروزه بالغ بر ۳۰۰۰ نفر می‌باشد که با توجه به کمی مهاجرت، یکی از روستاهای پر جمعیت منطقه تنگستان محسوب می‌شود.